# 카메이 유조
카메이 유조(일본어: 亀井 雄三, かめい ゆうぞう, Kamei Yuzo, 1969년3월25일-)는 일본의 번역가이다.
가나가와현 요코하마시 출신. 1987년, 가나가와현립 요코하마 스이란 고등학교 (神奈川県立横浜翠嵐高校) 졸업. 1991년, 도쿄대학 교양학부 교양학과 (教養学部教養学科) (전공: 독일지역문화연구) 졸업. 1993년, 도쿄대학대학원 종합문화연구과 (総合文化研究科) 석사과정 (전공: 지역문화연구) 수료. 2001년, 도쿄대학대학원 종합문화연구과 (総合文化研究科) 박사과정 (전공: 지역문화연구) 단위취득 만기퇴학 (jp:単位取得満期退学).

## 유학력 (국비유학)
- 1996년-1998년: 오스트리아공화국 정부지급유학생 (연구, 빈음악사, 빈대학교 역사학연구실 객원연구원)
- 1997년-1998년: 스페인왕국 정부지급유학생 (연구, 스페인음악사)
- 1997년8월: 체코공화국 정부지급유학생 (프라하카렐대학교 체코어 단기강습)

## 저작
- "Japan", in: Trad Online (ed.), "The World in Words: Fifty Professional Translators Provide a Unique Insight into Their Country's Culture", 2013년Paris, ISBN 9782954394008 (영어)

## 번역
- Wulf Konold: "독일오페라의 지식" (일본어원제: ドイツオペラの知識), 스기하시 요이치(jp:杉橋陽一) 공동번역, 1999년Sinfonia출판사 (도쿄),  ISBN 9784883953691 (독일어 원서: Wulf Konold: "Deutsche Oper einst und jetzt. Überlegungen und Untersuchungen zu Geschichte und Gegenwart des deutschen Musiktheaters", 1980 Kassel "Bärenreiter", ISBN 9783761806272) (일본어)
- Michel Corrette: "Pardessus de Viole의 교과서" (일본어원제: パルドゥシュ・ド・ヴィオール教本), 2009년Musica Antiqua Shonan출판사 (가나가와현), 간이제본 (프랑스어 원서: "Méthode pour apprendre facilement à jouer du par-dessus de viole à 5 et à 6 cordes avec des leçons à I et II parties", 1748 Paris) (일본어)
- Phil Champagne: "비트코인 성서" (일본어원제: ビットコイン・バイブル), 2017년At Media출판사 (도쿄), ASIN B074FBVDRX, 아마존 킨들 전자서적판 (영어 원서: "The Book Of Satoshi: The Collected Writings of Bitcoin Creator Satoshi Nakamoto", 2014 USA, ISBN 9780996061315) (일본어)